# وليم جونز (مستشرق)
السير وليم جونز (1159 - 1208 هـ / 1746 - 1794 م) هو مستشرق بريطاني وفقيه قانوني. أنشأ «الجمعية الأسيوية» سنة 1784 وتولى رئاستها إلى آخر حياته.

## سيرته
وُلد وليم جونز في لندن في وستمنستر. كان والده (يسمى أيضا وليام جونز) عالم رياضيات من أنغلزي في ويلز اشتهر لابتكاره استخدام الرمز ط (π) .
كان الشاب وليم جونز معجزة لغوية، حيث تعلم اليونانية واللاتينية والفارسية والعربية والعبرية وأساسيات الكتابة الصينية في سن مبكرة. وبحلول نهاية حياته كان يعرف ثلاث عشرة لغة بإتقان، بالإضافة إلى ثمان وعشرين لغة أخرى بشكل معقول كذلك، مما يجعل منه فارطا متعدد لغات hyperpolyglot.
توفي والد جونز عندما كان في سن الثالثة، فأنشأته أمه مريم نيكس جونز.

### دراسته

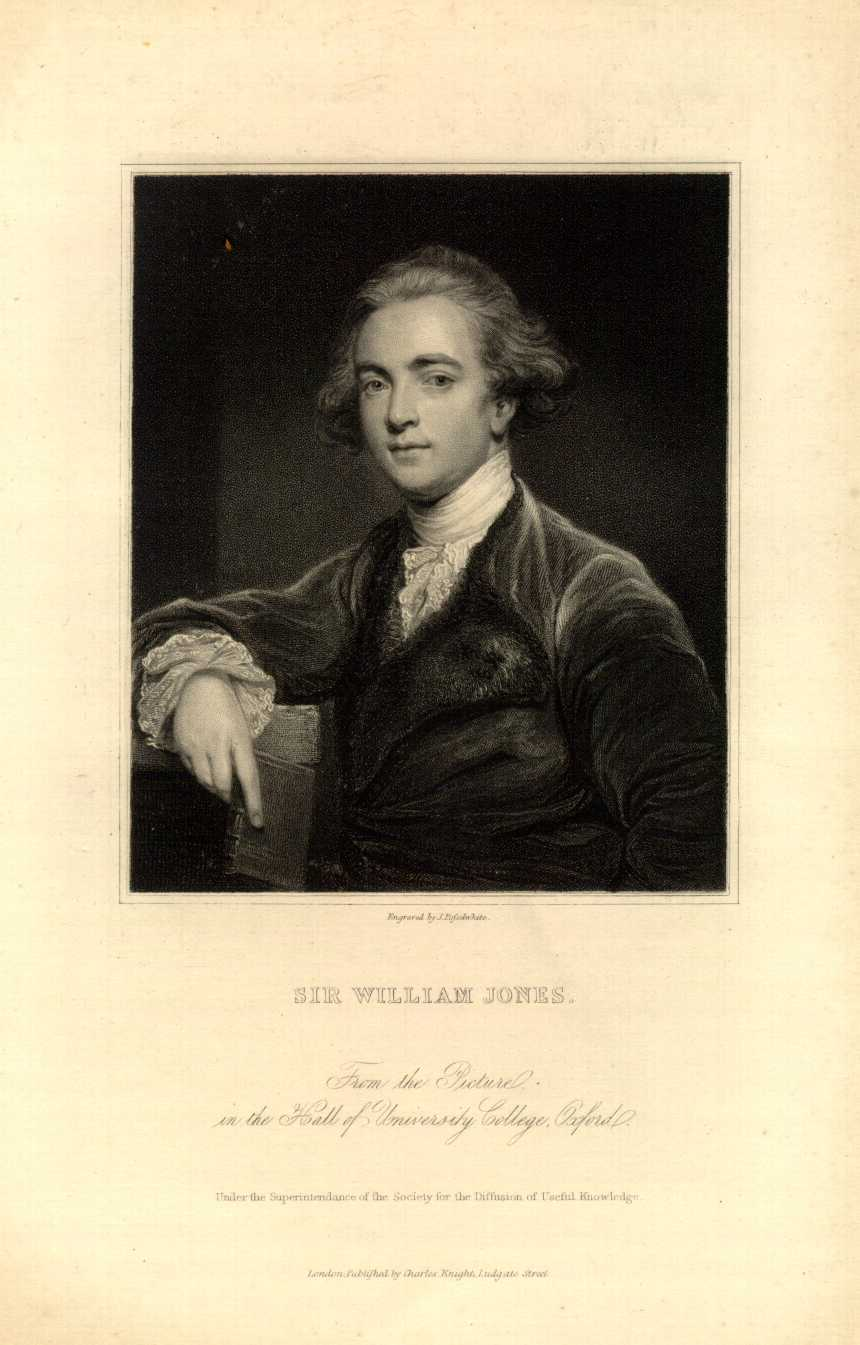
صورة السير وليم جونز بقاعة University College بأكسفورد

التحق جونز بمدرسة هارو في سبتمبر 1753 وبعدها التحق بجامعة أكسفورد. تخرج من كلية جامعة أكسفورد في 1768 وحصل على ماجستير الآداب 1773.
في عام 1770، درس القانون لمدة ثلاث سنوات، مما كان من شأنه مستقبلا أن يعمل ما بقى له من عمره في الهند.

### عمله
أُنتخب زميلا في الجمعية الملكية في 30 أبريل 1772 ثم عمل فترة كقاضى دائرة في ويلز، وبذل محاولة غير مجدية لحل قضايا المستعمرات الأميركية بالتنسيق مع بنيامين فرانكلين في باريس.
كان جونز مفكراً سياسي راديكاليا، صديقا للإستقلال الأمريكي. في كتابه «مبادئ الحكومة؛ في حوار بين عالم والفلاحين» الذي طُبع ووُزّع مجاناً في عام 1783 من قِبَل «جمعية المعلومات الدستورية».
تم تعيينه قاضيا بمحكمة القضاء العليا في فورت ويليام في كلكتا بالبنغال في 4 مارس 1783، وفي 20 مارس وُسِّم بلقب فارس.

### زواجه
في أبريل 1783 تزوج آنا ماريا شيبلي، الابنة البكر للدكتور جوناثان شيبلي، أسقف «لانضاف» بويلز وأسقف «القديس آساف». استخدامت زوجته آنا ماريا مهاراتها الفنية لتوثيق حياة جونز في الهند.

### في الهند
وصل جونز إلى كلكتا بالهند في 25 سبتمبر 1783.
في الهند، أعجب جونز بالثقافة الهندية، وهو مجال لم تمسه الدراسات الأوروبية حتى ذلك الحين، فأسس الجمعية الآسيوية في كلكتا في 15 يناير 1784 .
وعلى مدى السنوات العشر التالية أنتج فيضا من أعماله عن الهند، وإطلاق دراسة حديثة في شبه القارة في كل العلوم الاجتماعية تقريباً. كما كتب عن القوانين المحلية، والموسيقى، والأدب، وعلم النبات، والجغرافيا، وقدّم أول ترجمة باللغة الإنجليزية عن عدة أعمال مهمة في الأدب الهندي.

### وفاته

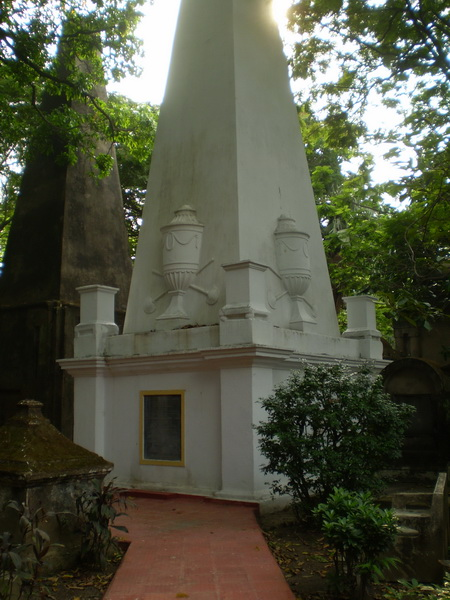
قبر وليم جونز (في كلكتة)، بالهند

توفي في كلكتا في 27 أبريل 1794 عن عمر يناهز ال 47 ودفن في مقبرة شارع ساوث بارك بكلكتا، الهند.

## لقبه الأدبي
كتب السير وليام جونز في بعض الأحيان تحت اسم مستعار (اسم قلمي) هو يونس اوکسفردی. ويمكن رؤية هذا الاسم على الغلاف الأمامي الداخلي لكتابه «قواعد النحو الفارسي» الذي نشر في عام 1771 وفي الطبعات اللاحقة كذلك.
ويتكون اسمه القلمى من شقين، أولهما «يونس» والذي هو تسهيل من اسمه الحقيقى «جونز». أما الشق الثانى وهو «اوکسفردی» فيمكن أن يُعزى مباشرة لارتباط وليام جونز العميق بجامعة أكسفورد .

## مساهماته العلمية
ومن المعروف اليوم عن جونز ملاحظاته المتعددة حول اللغات، فقد اقترح أن اللغة السنسكريتية واليونانية واللغات اللاتينية كان لها جذر مشترك، وأنهم في الواقع قد يكونوا كذلك على صلة باللغة القوطية واللغات السلتيك، وكذلك اللغة الفارسية القديمة.

وكثيرا ما يستشهد في دراسات علم اللغة المقارن والدراسات الهندو-أوروبية بخطاب جونز السنوي الثالث الذي ألقاه أمام الجمعية الآسيوية في 2 فبراير 1786 عن «تاريخ وثقافة الهندوس» (نشرت في 1788)  والذي قال فيه:
«اللغة السنسكريتية، أيا كان تعلقها بالعصور القديمة، لهى هيكل رائع؛ أكثر كمالا من اليونانية، وأكثر غزارة من اللاتينية، ومصقولة بذوق أرفع من كليهما، وإنها لتحمل لكليهما تقارب أقوى، سواء في جذور الأفعال أوأشكال النحو، من أن يكون قد تم إنتاجهما بطريق الصدفة، قوية جدا في الواقع، على أنه لا يوجد متعدد لغات يمكنه دراسة  ثلاثتهم دون ظنا منه إلا أنهم نشئوا من مصدر واحد، والذي ربما لم يعد موجودا. هناك منطق مماثل، وإن لم يكن ذلك قويا تماما، يجعلنا نفترض أن كل من اللغة القوطية ولغة السلتيك، على الرغم من تمازجهما في لغات مختلفة جدا، إلا أن لهما نفس المصدر مع السنسكريتية. واللغة الفارسية القديمة يمكن إضافتها إلى نفس العائلة.»
وتم لاحقا تعريف هذا المصدر المشترك بين تلك اللغات بلغة هندية أوروبية بدائية 
وكان جونز أول من اقترح تقسيماً عرقياً للهند يضلع فيه الغزو الآري، ولكن في ذلك الوقت لم يكن هناك أدلة وبراهين كافية لدعم هذه الفكرة. وتناول هذه الفكرة لاحقا العديد من المسؤولين البريطانيين مثل هربرت هوب ريسلي (1851-1911) الذي كان إثنوغرافيا ومديرا بالمستعمرات البريطانية، ولكن الفكرة تلك تبقى حتى اليوم متنازع علي صحتها.

### من سبقوه
وعلى الرغم من ارتباط اسمه بشكل وثيق مع هذه الملاحظة، فأنه لم يكن أول من نادى بها. ففي القرن السادس عشر، أصبح الزائرون الأوروبيون للهند على بينة من أوجه التشابه بين اللغات الهندية والأوروبية.
فإنه في عام 1653، نشر «ماركوس فان بوكسهورن»  اقتراحا للغة المصدر للجرمانية، والرومانية، واليونانية، والبلطيقية، والسلافية، والسلتيك والإيرانية.
وفي مذكرات أرسلها اليسوعي الفرنسي غاستون لوران  كوردو الذي قضى كل حياته في الهند، إلى الأكاديمية الفرنسية للعلوم  عام 1767، أظهر على وجه التحديد التناظر القائم بين اللغة السنسكريتية واللغات الأوروبية.

### بعض القصور والأخطاء
في 1786 افترض جونز لغة توحد بين السنسكريتية، الإيرانية واليونانية واللاتينية والجرمانية والسلتيك، ولكن في نواح كثيرة كان عمله أقل دقة من أسلافه، كما أنه ضَمَّنَ خطأً اللغة المصرية واليابانية والصينية في اللغات الهندو-أوروبية، في حين أنه حذف اللغة الهندية.

## آثاره
من آثاره:
- ترجم المعلقات السبع إلى الإنكليزية، ونشرها بها وبالعربية.
- نشر بغية الباحث المعروفة بالرحبية، في الفرائض.
- نشر السراجية في الفرائض والمواريث، لسراج الدين محمد بن محمد السجاوندي، وشرحها بالإنكليزية.[6]

## روابط خارجية
- وليم جونز على موقع الموسوعة البريطانية (الإنجليزية)